# Eupithecia pseudosatyrata
Eupithecia pseudosatyrata är en fjärilsart som beskrevs av Alexander Michailovitsch Djakonov 1929. Eupithecia pseudosatyrata ingår i släktet Eupithecia och familjen mätare. Inga underarter finns listade i Catalogue of Life.